# 하니지
하니지(일본어: 怕尼芝, 생년 미상 ~ 1395년?)는 산잔 시대 호쿠잔국(北山王国)의 제1대 국왕(재위 기간: 1322년? ~ 1395년?)이다.
| 전임자 세이이 | 제1대 호쿠잔 국왕 1322년? - 1395년? | 후임자 민 |

| 전임자 없음 | 제1대 류큐왕국 호쿠잔왕 1322년? - 1395년? | 후임자 민 |